# 21937 Башіхан
21937 Башіхан (21937 Basheehan) — астероїд головного поясу, відкритий 4 листопада 1999 року.
Тіссеранів параметр щодо Юпітера — 3,278.